# Під підозрою
«Під підо́зрою» («Under Suspicion») — американський кінофільм-трилер 2000 року, знятий режисером Стівеном Гопкінсом, з Джином Гекменом, Морганом Фріменом і Монікою Беллуччі у головних ролях.

## Сюжет
Столиця Пуерто-Рико іскриться святковими вогнями, впливовий адвокат Генрі Херст поспішає на благодійний бал. Але спочатку йому потрібно відповісти на питання інспектора поліції Віктора Бенезе щодо трупа, знайденого ним у парку. Старіючий мільйонер ще не знає, що цей вечір стане найтрагічнішим у його житті, бо в найближчі години йому належить витримати жорстоку інтелектуальну дуель з досвідченим детективом, який звинуватить його в нелюдських убивствах і зґвалтуваннях дівчаток з нетрів. Усі факти свідчать проти адвоката, але щось насторожує проникливого сищика, і незабаром він розуміє, що впізнає істину, тільки якщо загляне в самі похмурі куточки душі блискучого Генрі Херста.

## У ролях
- Джин Гекмен: Генрі Герст
- Морган Фрімен: капітан Віктор Бенезет
- Томас Джейн: детектив Фелікс Оуенс
- Моніка Беллуччі: Шанталь Герст
- Нідія Каро: Ізабелла
- Мігель Анхель Суарес: суперінтендант
- Пабло Кункейро: детектив Кастілло
- Ізабель Альгазе: Камілла Родрігес
- Жаклін Дюпре: Марії Родрігес
- Луїс Кабальєро: Пако Родрігес
- Патриція Беато: Дарліта
- Соледад Еспонда: Рейна
- Гектор Трав'єзо: Пітер
- Марісоль Калеро: сержант Аріас
- Ванесса Шенк: Сью Еллен Хадді
- Ноель Оскар Алісеа Колон: чоловіка в білому на карнавалі

## Знімальна група
- Режисер: Стівен Гопкінс
- Продюсери: Стівен Гопкінс, Енн Мері Грін, Лорі МакКрірі
- Автори сценарію: Том Провост, Пітер Айліфф
- Оператор: Пітер Леві
- Композитор: BT
- Художник-постановник: Сесілія Монтьєль